# 貝尼邁扎爾
貝尼邁扎爾是埃及的城鎮，由明亞省負責管轄，位於該國東北部尼羅河西岸，分別距離首都開羅和首府明亞197公里和164公里，2006年人口79,553。
28°30′N 30°48′E / 28.500°N 30.800°E